# Grimelsheim
Grimelsheim ist der nach Einwohnerzahl kleinste Stadtteil von Liebenau im nordhessischen Landkreis Kassel.

## Geographie
Der Ort befindet sich zwischen der Warburger Börde im Norden und dem Habichtswälder Bergland im Süden etwa 1,5 Kilometer (km) südlich des Tals der Diemel. Die Kernstadt von Liebenau liegt 4 km nordöstlich, Warburg 6 km westlich, Hofgeismar 10 km östlich und Kassel 25 km südöstlich.

## Geschichte
Von einer ersten Besiedlung des Gebietes um Liebenau bzw. Grimelsheim zeugen bronzezeitliche Funde und Grabanlagen, die auf die Zeit zwischen 2000 und 1800 v. Chr. datiert werden.
Die älteste bekannte schriftliche Erwähnung von Grimelsheim erfolgte im Jahr 1327 unter dem Namen Grimelssen in einer Urkunde der Familie Schöneberg.
Zum 1. Februar 1971 fusionierten im Zuge der Gebietsreform in Hessen die bis dahin selbständigen Gemeinden Grimelsheim, Haueda, Lamerden und Ostheim mit der Stadt Liebenau freiwillig zur erweiterten Stadt Liebenau. Am 1. April 1972 wurden die Gemeinden Ersen und Niedermeiser auf freiwilliger Basis eingemeindet. Zwergen folgte kraft Landesgesetz am 1. August 1972. Für Grimelsheim, wie für die nach Liebenau eingegliederten ehemals selbständigen Gemeinden und die Kernstadt, wurde je ein Ortsbezirk mit Ortsbeirat und Ortsvorsteher nach der Hessischen Gemeindeordnung gebildet.

## Bevölkerung
Einwohnerstruktur 2011
Nach den Erhebungen des Zensus 2011 lebten am Stichtag dem 9. Mai 2011 in Grimelsheim 60 Einwohner. Darunter waren keine Ausländer.
Nach dem Lebensalter waren 6 Einwohner unter 18 Jahren, 27 zwischen 18 und 49, 12 zwischen 50 und 64 und 18 Einwohner waren älter. Die Einwohner lebten in 24 Haushalten. Davon waren 6 Singlehaushalte, 12 Paare ohne Kinder und 6 Paare mit Kindern, sowie keine Alleinerziehende und keine Wohngemeinschaften. In 3 Haushalten lebten ausschließlich Senioren und in 12 Haushaltungen lebten keine Senioren.
Einwohnerentwicklung
 Quelle: Historisches Ortslexikon
- 1585: 8 Haushaltungen
- 1747: 12 Haushaltungen

| Grimelsheim: Einwohnerzahlen von 1834 bis 2022 | Grimelsheim: Einwohnerzahlen von 1834 bis 2022 | Grimelsheim: Einwohnerzahlen von 1834 bis 2022 | Grimelsheim: Einwohnerzahlen von 1834 bis 2022 | Grimelsheim: Einwohnerzahlen von 1834 bis 2022 |
| --- | ---------------------------------------------- | ---------------------------------------------- | ---------------------------------------------- | ---------------------------------------------- |
| Jahr |                                                |                                                |                                                | Einwohner                                      |
| 1834 | 1834                                           |                                                | 68                                             | 68                                             |
| 1840 | 1840                                           |                                                | 78                                             | 78                                             |
| 1846 | 1846                                           |                                                | 84                                             | 84                                             |
| 1852 | 1852                                           |                                                | 81                                             | 81                                             |
| 1858 | 1858                                           |                                                | 74                                             | 74                                             |
| 1864 | 1864                                           |                                                | 76                                             | 76                                             |
| 1871 | 1871                                           |                                                | 71                                             | 71                                             |
| 1875 | 1875                                           |                                                | 53                                             | 53                                             |
| 1885 | 1885                                           |                                                | 68                                             | 68                                             |
| 1895 | 1895                                           |                                                | 55                                             | 55                                             |
| 1905 | 1905                                           |                                                | 80                                             | 80                                             |
| 1910 | 1910                                           |                                                | 56                                             | 56                                             |
| 1925 | 1925                                           |                                                | 66                                             | 66                                             |
| 1939 | 1939                                           |                                                | 51                                             | 51                                             |
| 1946 | 1946                                           |                                                | 120                                            | 120                                            |
| 1950 | 1950                                           |                                                | 102                                            | 102                                            |
| 1956 | 1956                                           |                                                | 92                                             | 92                                             |
| 1961 | 1961                                           |                                                | 90                                             | 90                                             |
| 1967 | 1967                                           |                                                | 87                                             | 87                                             |
| 1970 | 1970                                           |                                                | 77                                             | 77                                             |
| 1980 | 1980                                           |                                                | ?                                              | ?                                              |
| 1990 | 1990                                           |                                                | ?                                              | ?                                              |
| 2000 | 2000                                           |                                                | ?                                              | ?                                              |
| 2011 | 2011                                           |                                                | 60                                             | 60                                             |
| 2019 | 2019                                           |                                                | 50                                             | 50                                             |
| 2022 | 2022                                           |                                                | 55                                             | 55                                             |
| Datenquelle: Historisches Gemeindeverzeichnis für Hessen: Die Bevölkerung der Gemeinden 1834 bis 1967. Wiesbaden: Hessisches Statistisches Landesamt, 1968. Weitere Quellen: LAGIS; Zensus 2011; Stadt Liebenau |                                                |                                                |                                                |                                                |

Historische Religionszugehörigkeit
| • 1885: | 65 evangelische (95,59 %), drei katholische (= 4,41 %) Einwohner  |
| • 1961: | 58 evangelische (= 64,44 %), 31 katholische (= 34,44 %) Einwohner |

## Kultur und Sehenswürdigkeiten
Für die unter Denkmalschutz stehenden Kulturdenkmäler des Ortes siehe die Liste der Kulturdenkmäler in Grimelsheim.

## Infrastruktur
Die nächsten Autobahnanschlussstellen befinden sich bei Warburg und Breuna an der A 44. Nur wenige Kilometer südlich des Dorfes verläuft die Bundesstraße 7 von Kassel über Warburg und Brilon nach Bestwig (mit Anschluss an die A 46). In Warburg und Kassel befinden sich IC- bzw. ICE-Bahnhöfe; weitere Regionalbahnhöfe gibt es in Liebenau, Hümme und Hofgeismar. Der nächste Regionalflughafen ist der Flughafen Paderborn/Lippstadt.
Grimelsheim ist noch stark landwirtschaftlich geprägt. Es gibt bisher weder Industriebetriebe noch eine touristische Infrastruktur vor Ort.

## Ehrenbürger
- 1895 Otto von Bismarck (1815–1898), Reichskanzler